# サグワ
サグワ（英: SAGUWA、1998年3月27日 - ）は、日本の実業家、クリエイティブ・ディレクター、元YouTuber、元ラッパー。Amaryllis Bombのメンバー。音楽活動名はSGW。本名は豊田 耕大（とよた こうた）。音楽、アパレル、食に関連した事業を運営している。妻はYouTuberでファッションモデルの古川優香。

## 来歴

### YouTuber兼ラッパーとして
2010年頃、玖珠中学校卓球部の部員と共に動画投稿を開始。2012年、14歳の時にYouTubeチャンネル「サグワダイアリー」を開設。
2013年4月、大分県の農業高等学校に進学。高校2年生で上京して、東京都の高等学校に転入し、最終的には通信制高等学校を卒業。
2014年、YouTuber事務所のGENESIS ONEに所属。11月、かねてより親交のあったゆうこんとヒップホップユニット「Amaryllis Bomb」を結成。
2015年、上京して住んでいた6畳の部屋にYouTuberのワタナベマホトが居候することになり、ワタナベマホトを中心とするシェアハウス「仲間家」が誕生。3月26日、YouTubeチャンネル「ポンポンタイムズ仲間家」を開設し、ワタナベマホトや相馬トランジスタとの共同生活の日常を動画に収めた。
同年12月17日、「サグワダイアリー」のチャンネル登録者が10万人を達成したことを発表。
2016年4月7日、Amaryllis Bombが事務所の先輩であるカイワレハンマーと共にヒップホップユニット「quad4s」を結成。
同年、「サグワダイアリー」に相方オーディションで選抜されたきっぺいとこうきが加入。2017年2月まで「ひじ邸」で同居しながら3人で活動。
2018年7月から8月まで、「仲間家」に再び入居。
同年11月12日、GENESIS ONEからの退所を発表。

### 実業家として
2020年3月5日、食に関連した事業を手掛ける株式会社REALIZE83の執行役員に就任。
同年10月、映像制作やマーケティングを手掛ける株式会社WOWの執行役員、および映像制作チームであるBLACK FILMのプロデューサーに就任。
同年12月31日、「Amaryllis Bomb」が活動を休止。
2021年4月1日、株式会社SAGULIFEを設立し、アパレルブランド「SAVAGE CLUB」を展開。ポップアップストアとオンラインにて商品の販売を開始。
同年7月19日、食品の物産展「食福物産展」の運営を開始。27日、北海道釧路市にバー「HOT BOX」を開店。
2022年3月24日、初のソロEP『Diary』をデジタルリリース。
2024年9月7日、『北海道芸術花火2024』にて、世界初の花火とヒューマンビートボックスによるパフォーマンスを企画。
同年11月30日、静岡県静岡市の静岡パルコにて「SAVAGE CLUB」の第1号店を開店。オンライン販売を終了。
同年12月31日、「サグワダイアリー」での動画投稿を終了し、14年間続けてきたYouTubeから引退。
2025年3月15日、かねてより交際を公表していた古川優香と2月9日に入籍し、古川が第1子を妊娠したことを発表。また、結婚を機に古川の地元である大阪府へ移住。
2025年4月18日、クリエイティブ・ディレクターとして、YouTuber事務所のKiiiとエージェント契約を締結。

## 人物
身長164cm、血液型はB型。
赤く染めた髪が特徴。タトゥー愛好家。
実家は大分県玖珠郡玖珠町のうどん屋兼米農家の「春日屋」。
妻はYouTuberでファッションモデルの古川優香。2015年より交際を始め1年ほどで破局するも、2018年頃に復縁。2019年より交際および同棲を公表し、2025年に結婚した。
元YouTuberでラッパーのワタナベマホトを親方と呼んで慕っており、数年間にわたって「仲間家」で共同生活を営んでいた他、お揃いのタトゥーも入れている。
他にも、相馬トランジスタ、カイト、マーキュリー商事、アバンティーズのそらちぃとツリメ、デカキン、フィッシャーズのンダホ、夕闇に誘いし漆黒の天使達などのYouTuberと親交が深い。

## 音楽作品

### EP
- Diary（2022年3月24日）[11]
  1. FLEXIBLE
  2. What The Fuck (feat. Yousless)
  3. 嘘じゃない
  4. びびらす
  5. My pace

### シングル
- FLEXIBLE（2021年7月24日）
- My pace（2021年8月31日）
- Longshore Drift（2023年11月26日）
- Latin Blue（2023年11月26日）

### 参加楽曲
- NKR『SCRAMBLE』（2016年12月17日）
  - BEMA / SAGUWA「hella」
  - SAGUWA / OMA「ちょんまげって日本独自の文化でかっこいいよね。」
  - 仲間家「仲間家」
- NKR『SCRAMBLE VOL.2』（2018年8月5日）
  - imiga / SGW / 兄貴&tats (from テラスパンパンス)「Trigger」
  - SGW / 小柳 (from 夕闇に誘いし漆黒の天使達) / Guitar by みの (from カリスマブラザーズ)「World Wild」
- BEMA & YUKON『ハッピィの大脱出 黄金刀と怒りの罠』（2019年4月28日）[18]
  - 「キレてない feat. SGW」
- LIBRO / SGW / 輸入道 / BAMBOO / Laugh「音の薬草」（2022年9月17日）